# Портнівка
Портні́вка — село в Україні, у Терешківській сільській громаді Полтавського району Полтавської області. Населення — 83 особи. До 2017 року орган місцевого самоврядування — Заворсклянська сільська рада.

## Географія
Село Портнівка розташоване за 18 км від обласного центру. Сусідні населені пункти — села Микільське та Кашубівка (за 1 км). Поруч пролягають автошлях територіального значення Т 1712 та залізнична лінія Полтава-Південна — Лозова, на якій знаходиться зупинний пункт Портнівка.

## Історія
12 червня 2020 року, відповідно до розпорядження Кабінету Міністрів України № 721-р «Про визначення адміністративних центрів та затвердження територій територіальних громад Полтавської області», село увійшло до складу Терешківської сільської громади.
19 липня 2020 року, в результаті адміністративно — територіальної реформи та ліквідації Полтавського району(1925—2020), село увійшло до складу новоутвореного Полтавського району.

## Населення

### Мова
Розподіл населення за рідною мовою за даними перепису 2001 року:
| Мова       | Кількість | Відсоток |
| ---------- | --------- | -------- |
| українська | 75        | 90.36%   |
| російська  | 8         | 9.64%    |
| Усього     | 83        | 100%     |